# Oliba II
Oliba II de Carcasona ( ? - 879), conde de Carcasona i Razès (865-872) y (872-877).
Primer hijo del conde de Carcasona Oliba I. Era nieto de Bellón (bellónidas) y, por tanto, tenía vínculos familiares con la Casa de Barcelona y el Condado de Ampurias.

## Nombramiento
Obtiene el título de conde después de estar un año vacante el puesto de conde, tras la muerte de Hunifredo de Gotia en 864. Así, el condado fue cedido a Oliba II, legítimo heredero de su padre Oliba I, al que no había podido suceder en el trono después de su muerte, por la ocupación del condado por Bernardo de Septimania
En el año 872 pierde de nuevo el condado a manos de Bernardo II de Tolosa, que tan sólo lo consigue retener durante unos meses. Antes de morir, cedió el condado a su hermano Acfredo I de Carcasona. 

## Nupcias y descendientes
Oliba II tuvo dos hijos:
- Benció I de Carcasona (?-908), conde de Carcasona
- Acfredo II de Carcasona (?-932), conde de Carcasona y conde de Razés

| Predecesor: Hunifredo             | Condado de Carcasona 865 - 872 | Sucesor: Bernardo II de Tolosa  |
| Predecesor: Bernardo II de Tolosa | Condado de Carcasona 872 - 877 | Sucesor: Acfredo I de Carcasona |

- Datos: Q4333747